# Dépôt de fondation
Les dépôts de fondation sont les vestiges archéologiques de l'enfouissement rituel de matériaux sous les fondations des bâtiments.

Exemples de dépôts de fondation
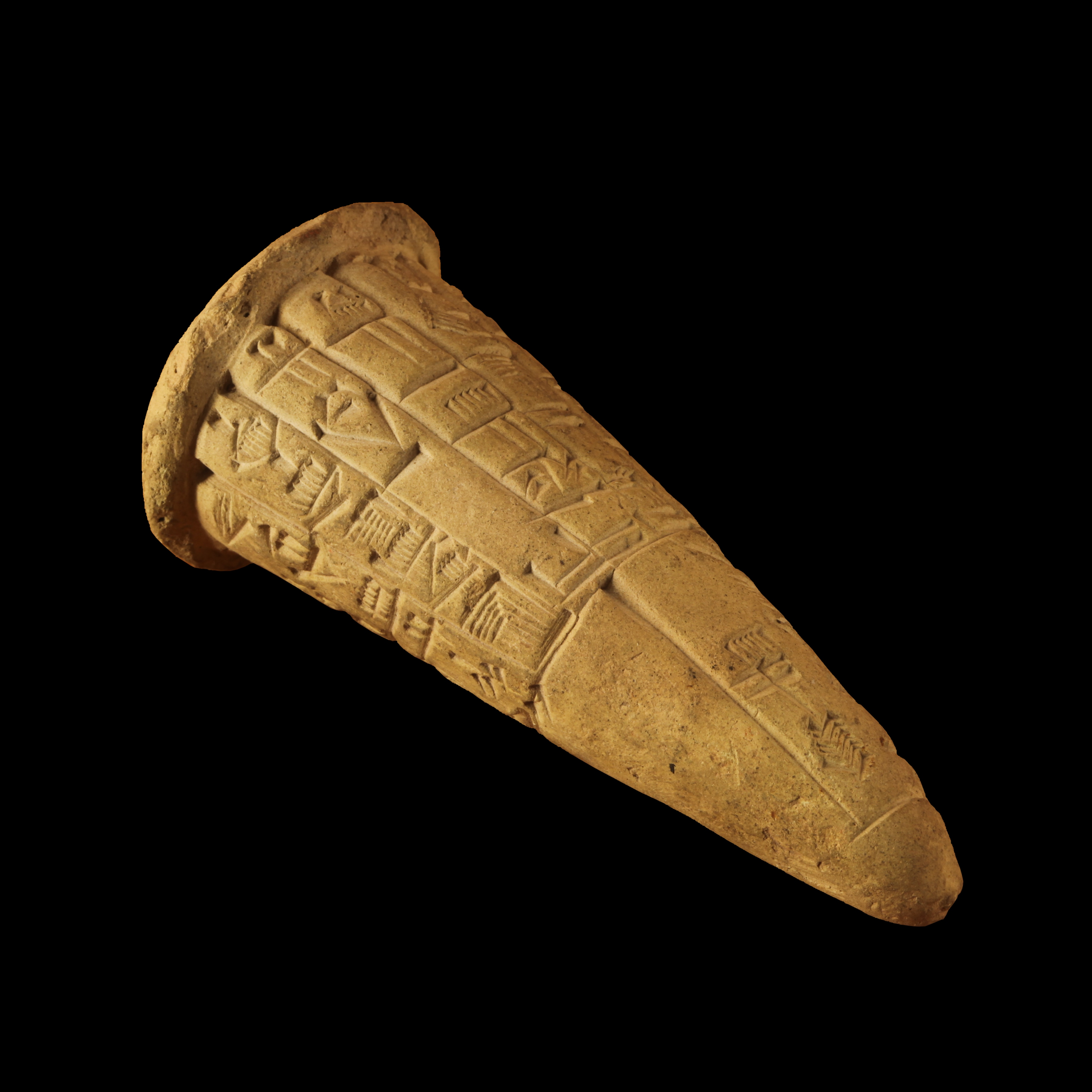
Clou de fondation dédié par Gudea à Ningirsu.
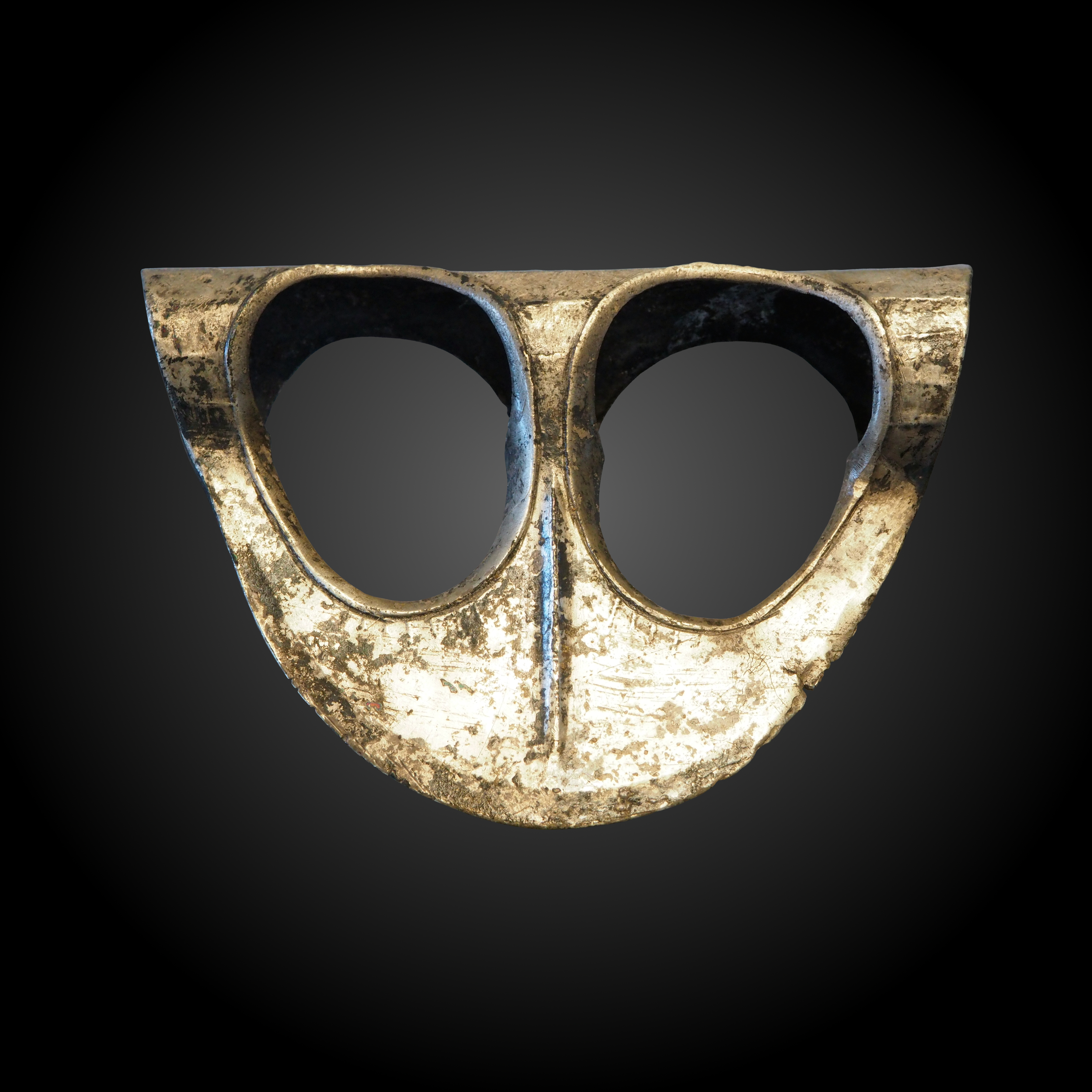
Pointe de hache en argent fenêtrée, âge du bronze moyen, trouvée près de Byblos.

## Égypte antique
Dans l'Égypte antique, les dépôts de fondation prenaient la forme de fosses ou de trous rituels revêtus de briques crues, creusés à des endroits précis sous les temples ou les tombes, qui étaient remplis d'objets cérémoniels, généralement des amulettes, des scarabées, de la nourriture ou des outils rituels miniatures, et qui étaient censés empêcher l'édifice de tomber en ruine.,.

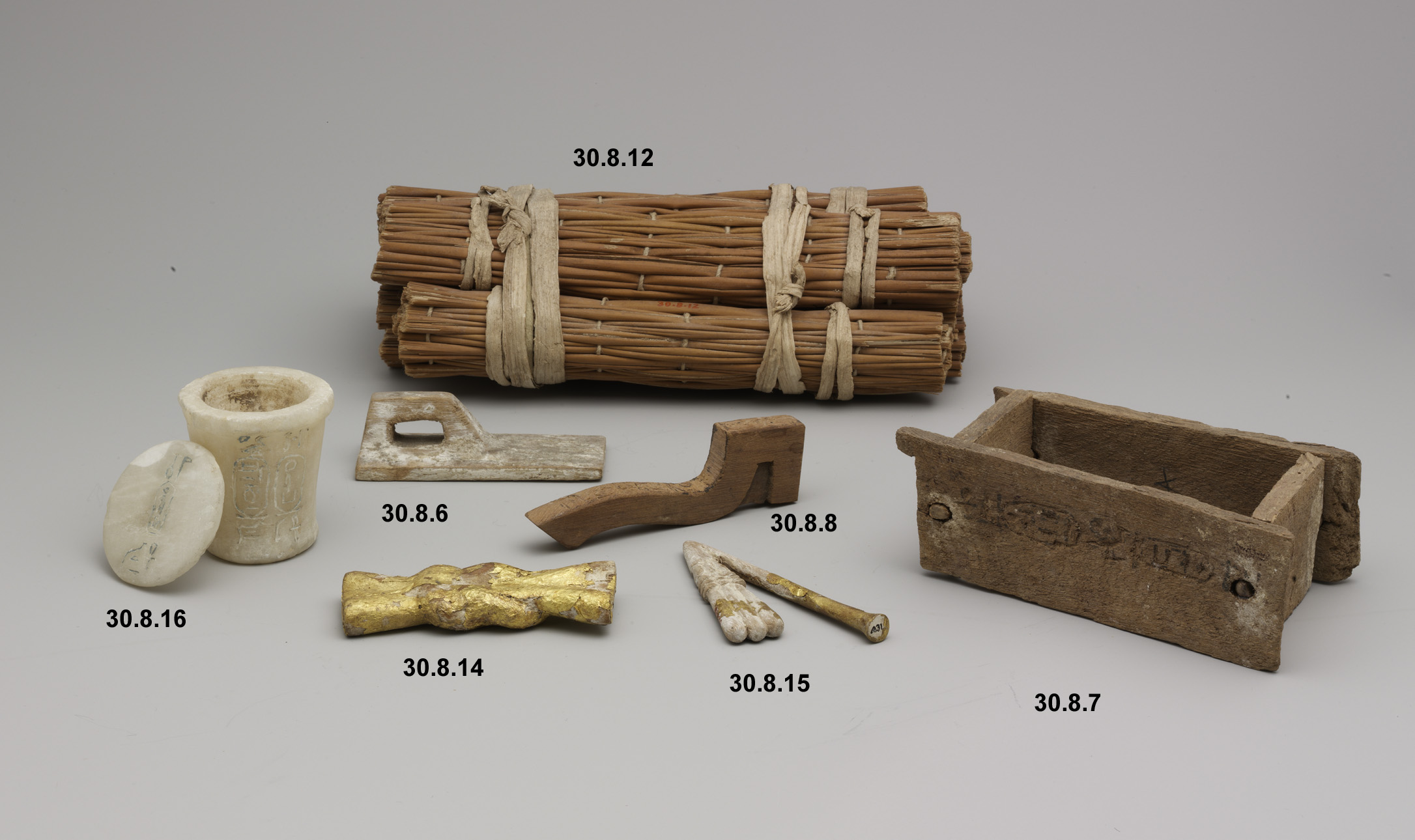
Dépôts de fondation pour la tombe d'Hatchepsout.Metropolitan Museum of Art.